# Dibothriocephalus
Dibothriocephalus is een geslacht van lintwormen (Platyhelminthes; Cestoda) uit de familie Diphyllobothriidae. De wetenschappelijke naam van het geslacht werd voor het eerst geldig gepubliceerd in 1899 door Max Lühe.
Het geslacht telt drie soorten; de meeste soorten die oorspronkelijk tot dit geslacht werden gerekend zijn nu geplaatst in Diphyllobothrium, een paar in Glandicephalus.
- Dibothriocephalus attenuatus Guiart, 1935
- Dibothriocephalus coatsi Rennie & Reid, 1912 - parasiet van de zeeluipaard (Hydrurga leptonyx), Zuidelijke Oceaan.
- Dibothriocephalus schistochilus Germanos, 1895 - parasiet van de baardrob (Erignathus barbatus, vroeger Phoca barbata), Noordelijke IJszee.